# Pseudogastromyzon cheni
Pseudogastromyzon cheni är en fiskart som beskrevs av Liang 1942. Pseudogastromyzon cheni ingår i släktet Pseudogastromyzon och familjen grönlingsfiskar. Inga underarter finns listade i Catalogue of Life.